# Bob Gibson (Musiker)

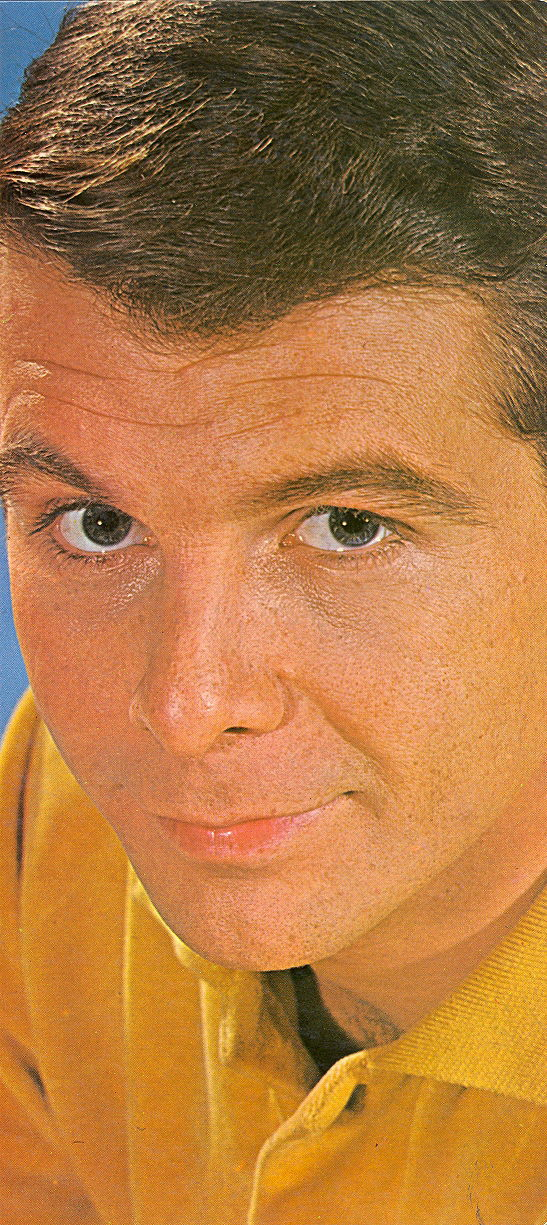
Bob Gibson

Samuel Robert Gibson bekannt als Bob Gibson (* 16. November 1931 in Brooklyn, New York; † 28. September 1996 in Portland, Oregon) war Ende der 1950er und Anfang der 1960er Jahre neben Pete Seeger und Woody Guthrie ein besonders einflussreicher Folkmusiker in den USA. Er sang und spielte mit Banjo oder 12-saitiger Gitarre eigene und fremde Lieder.

## Leben
Nach einem Treffen mit Pete Seeger kaufte der 22-jährige Bob Gibson 1953 ein Banjo, kündigte seinen Job und lernte anhand Seegers Lehrbuch das Banjo-Spiel im Selbststudium. Ende der 1950er Jahre nahm Gibson schon sein erstes halbes Dutzend Folkalben auf und ist der erste Künstler der Managerlegende Albert Grossman. Gibsons Auftritte im Chicagoer Folk-Club Gate of Horn, wo er mit Banjo und 12-saitiger Gitarre anfangs allein, später mit Bob Hamilton Camp alte Folkstandards neu interpretierte und neue Folkstandards setzte, förderten den Folkmusik-Boom wesentlich. So präsentierte Gibson 1959 beispielsweise beim ersten Newport Folk Festival die damals noch nahezu völlig unbekannte Joan Baez als unangekündigten Überraschungsgast und sang gemeinsam mit ihr zwei Duette (Virgin Mary Had One Son, We Are Crossing the Jordan River), was Baez buchstäblich über Nacht zum gefragten Folkstar gemacht hat (und sie Jahre später animierte, auf die gleiche Weise Bob Dylans Karriere anzutreiben).
Gibsons Lieder und Konzerte, vor allem das mit Bob Camp Anfang 1961 eingespielte Live-Album At the Gate of Horn, prägten und beeinflussten neben Joan Baez auch Judy Collins, Gordon Lightfoot, Roger McGuinn, Phil Ochs, Peter, Paul & Mary, Shel Silverstein, Simon & Garfunkel und das Kingston Trio. Ihre Tantiemenzahlungen halfen Gibson, der in den 1960er und 1970er Jahren mit Alkohol- und Drogenproblemen kämpfte, finanziell zu überleben. Seine Karriere kam zwischen 1964 und 1978 wegen seiner Drogensucht zum Erliegen. Seine Musik und sein virtuoses Spiel der zwölfsaitigen Gitarre waren unter anderem für Roger McGuinn, den Gitarristen der Byrds, aber auch für Gordon Lightfoot Ansporn, sich für dieses Instrument und die Folkmusik zu entscheiden.
Gibson ist unter anderem Autor des von John D. Loudermilk zum Country-Hit adaptierten Liedes Abilene, des von Simon & Garfunkel auf ihrem Debüt-Album Wednesday Morning, 3am gesungenen You Can Tell The World und des Titels John Riley von den Byrds.
Ende der 1970er Jahre konnte Gibson seine Drogensucht endgültig überwinden und seine Singer-Songwriter-Karriere fortsetzen. Er kehrte auf die Bühne und in die Studios zurück und es gelangen ihm mit den Alben The Perfect High, Stops Along the Way und Makin’ a Mess (Of Commercial Success) noch einige Erfolge. Das letzte Album enthielt ausschließlich Lieder von Gibsons Freund Shel Silverstein. Etwa zu dieser Zeit begann die Amerikanerin Carole Bender gemeinsam Bob Gibson ein Buch über sein Leben, Werk und Wirken zu schreiben. Ihre detaillierte Biografie und zugleich umfassende Monografie enthält neben autobiografischen Äußerungen von Gibson auch zahlreiche Erinnerungen jener Folkmusik-Größen, die Gibson mehr oder weniger stark beeinflusst hat. Das Buch hat wesentlich zur Wiederentdeckung Bob Gibsons beigetragen.
Gibson starb am 28. September 1996 in Portland.

## Trivia
Bob Dylan hat bei dem Song This Evening So Soon, den er am 4. März 1970 bei den “Self-Portrait-Sessions” aufgenommen hat und der 2013 auf dem Album The Bootleg Series Vol. 10 – Another Self Portrait veröffentlicht wurde,  Gibsons Text- und Musik-Arrangement des Liedes Ol' Bill übernommen und mit den Worten „Do you remember Bob Gibson?“ diesem seine Reverenz erwiesen.

## Diskografie
- Offbeat Folksongs (Riverside, 1956) LP
- I Come for to Sing (Riverside, 1957) LP
- Carnegie Concert (Riverside, 1957) LP
- Folksongs of Ohio (Stinson Records, 1957) 10" LP
- There's a Meetin' Here Tonight (Riverside, 1958) LP
- Ski Songs (Elektra, 1959) LP
- Yes I See (Elektra, 1961) LP
- Bob Gibson and Bob Camp at The Gate of Horn (Elektra, 1961) LP
- Folksongs of Ohio (Stinson Records, 1963) LP
- Hootenanny at Carnegie (Riverside, 1963) LP
- Where I'm Bound (Elektra, 1964) LP
- Bob Gibson (Capitol, 1970) LP
- Funky in the Country (Legend Enterprises, 1974) LP, (2008) CD
- Gibson & Camp, Homemade Music (Mountain Railroad Records, 1978) LP, (2008) CD
- The Perfect High (Mountain Railroad Records, 1980) LP, (2008) CD
- Uptown Saturday Night (Hogeye Records, 1984) LP, (2008) CD
- Best of Friends (1984, CD: Appleseed Records, 2004), mit Tom Paxton and Anne Hills
- Gibson & Camp, The Gate of Horn — Revisited! (B*G Records, 1986) Kassette
- A Child's Happy Birthday Album (B*G Records, 1989) Kassette
- Bob Gibson 5/91 - I Hear America Singing (Snapshot Music, 1991) Kassette
- Stops Along the Way (B*G Records, 1991) Kassette
- Gibson & Camp, The Gate of Horn — Revisited! (Folk Era Productions, 1994) CD
- Makin' a Mess, Bob Gibson Sings Shel Silverstein (Asylum Records, 1995) CD
- Joy, Joy!  The Young and Wonderful Bob Gibson (Riverside, 1996) CD
- Perfect High (1998, 2008) CD
- Bob Gibson and Bob Camp at The Gate of Horn (Collector's Choice, 2002) CD
- Where I'm Bound (Collector's Choice, 2002 Elektra LP) CD
- The Living Legend Years (2008) CD
- Live at Cornell 1957 (2011) Dreifach-CD.